# Biserica de lemn din Bercea

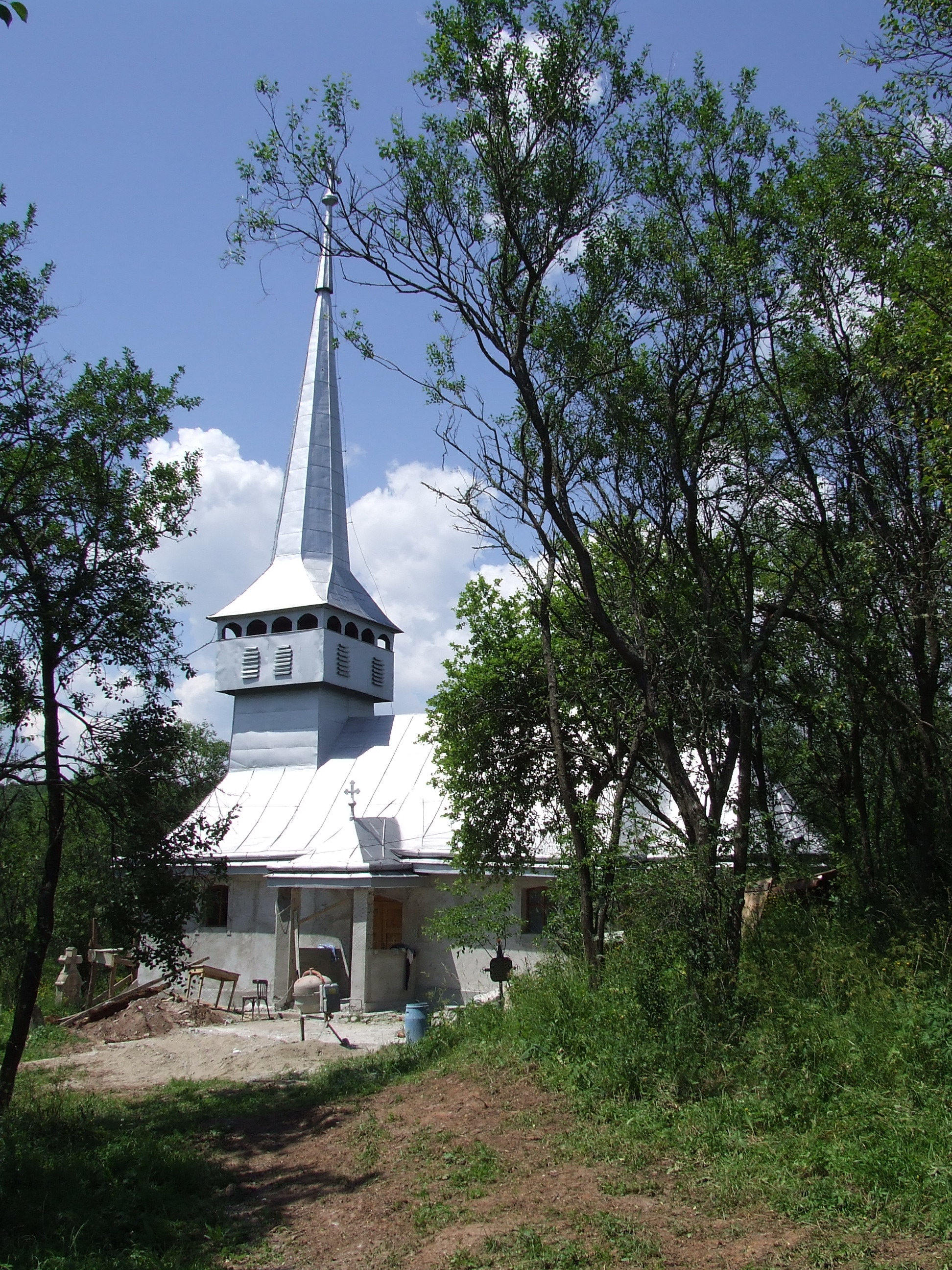
Biserica de lemn din Bercea

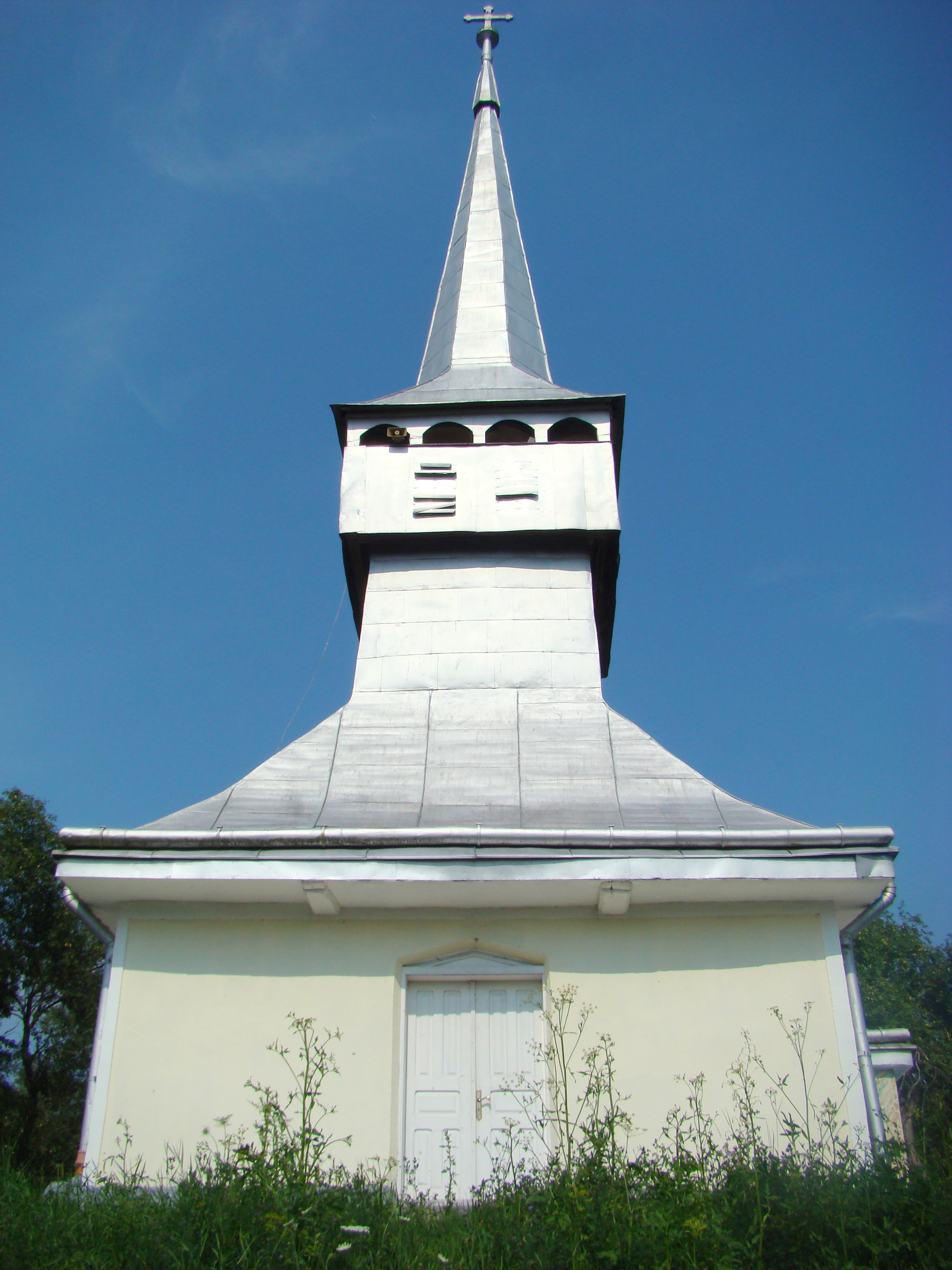
Biserica (vest)

Biserica de lemn din Bercea se află în localitatea omonimă din județul Sălaj și datează din anul 1862. Biserica nu este cuprinsă pe lista monumentelor istorice.

## Istoric
În anul 1733 parohia ținea de districtul Jucului și nu număra mai mult de 80 suflete. Biserica de lemn, din anul 1862, are hramul „Sfinții Arhangheli Mihail și Gavriil”. Exista casă parohială precum și o porțiune canonică de 3 iugăre arătoare. 
Preotul, la anul 1733, era popa Todor. Lista preoților până la 1835 s-a pierdut. Între anii 1835-1864 parohia era deservită de preotul Demetriu Ștefan. Acesta, în anul 1864 a fost înlocuit de Nicolae Ștefan, ce a păstorit comunitatea până după anul 1900.
Registrele matricole au început a fi ținute de la 1864.
Școala era făcută din lemn, edificată fiind în 1877. În anul 1900, erau scolarizați 19 băieți și 22 fete.
La 1900, pe lângă preotulul Nicolae Ștefan, consiliul parohial era completat și de Ioan Deac-cantor și Nicolae Săiche-curator primar.
Aceeași sursă bibliografică ne arată și componența pe confesiuni a satului. Pe lângă cele 570 suflete greco-catolice, în sat erau și 12 persoane de religie mozaică.
Biserica de lemn a fost construită prin contribuția membrilor comunității în anul 1862. Meșterul care a condus lucrările a fost Ștefan Teodor, fiul lui Ștefan Ioan. Dimensiunile lăcașului de cult sunt: 17X6 m, în timp ce înălțimea turnului ajunge la 25 m. Turnul adăpostește un clopot turnat în 1736. Renovări s-au făcut în anii 1936, 2000-2002 și 2005-2007. Biserica este tencuită în exterior, iar interiorul a fost pictat de zugravul Naghiu din Zalău.

## Imagini

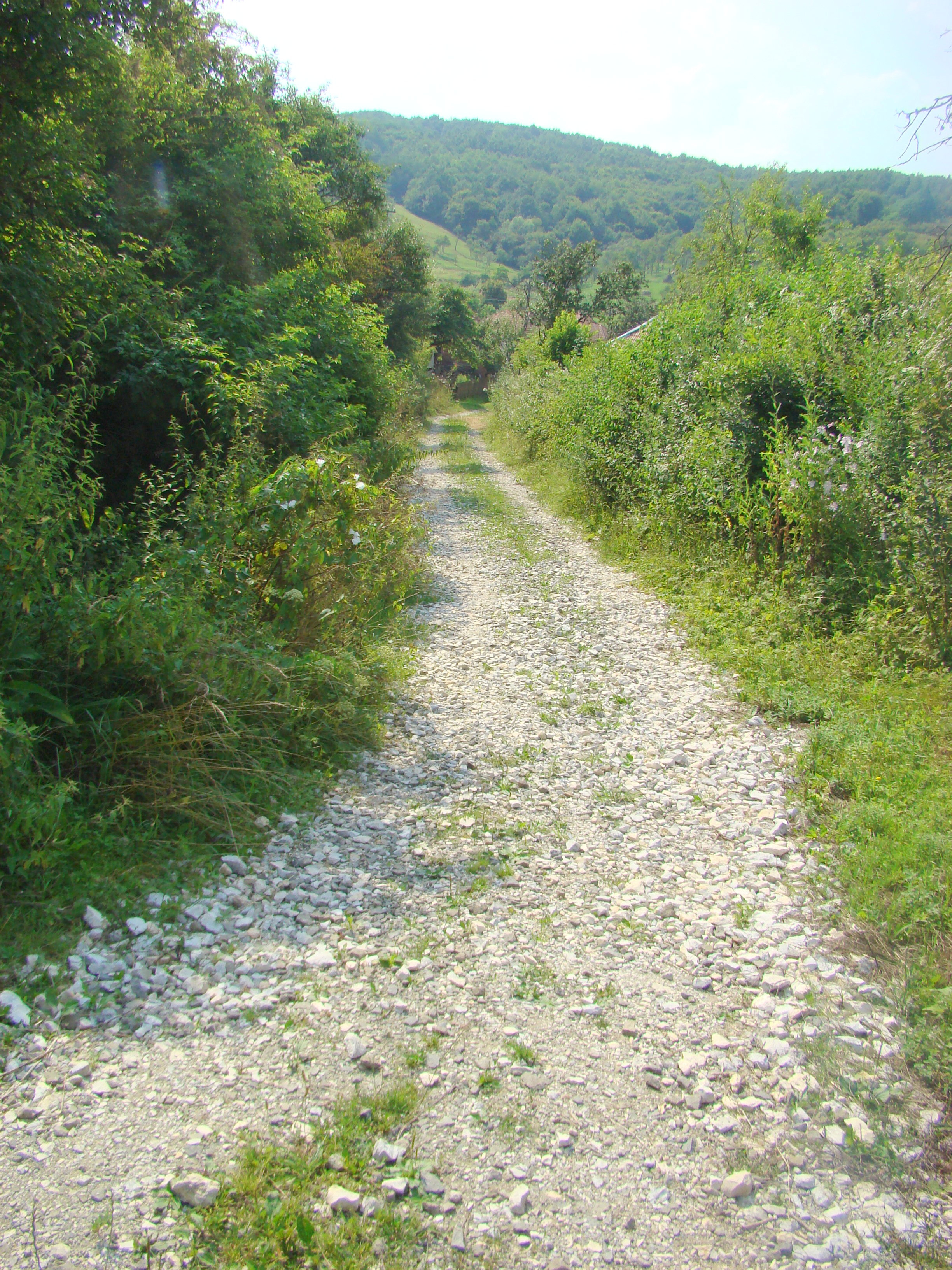
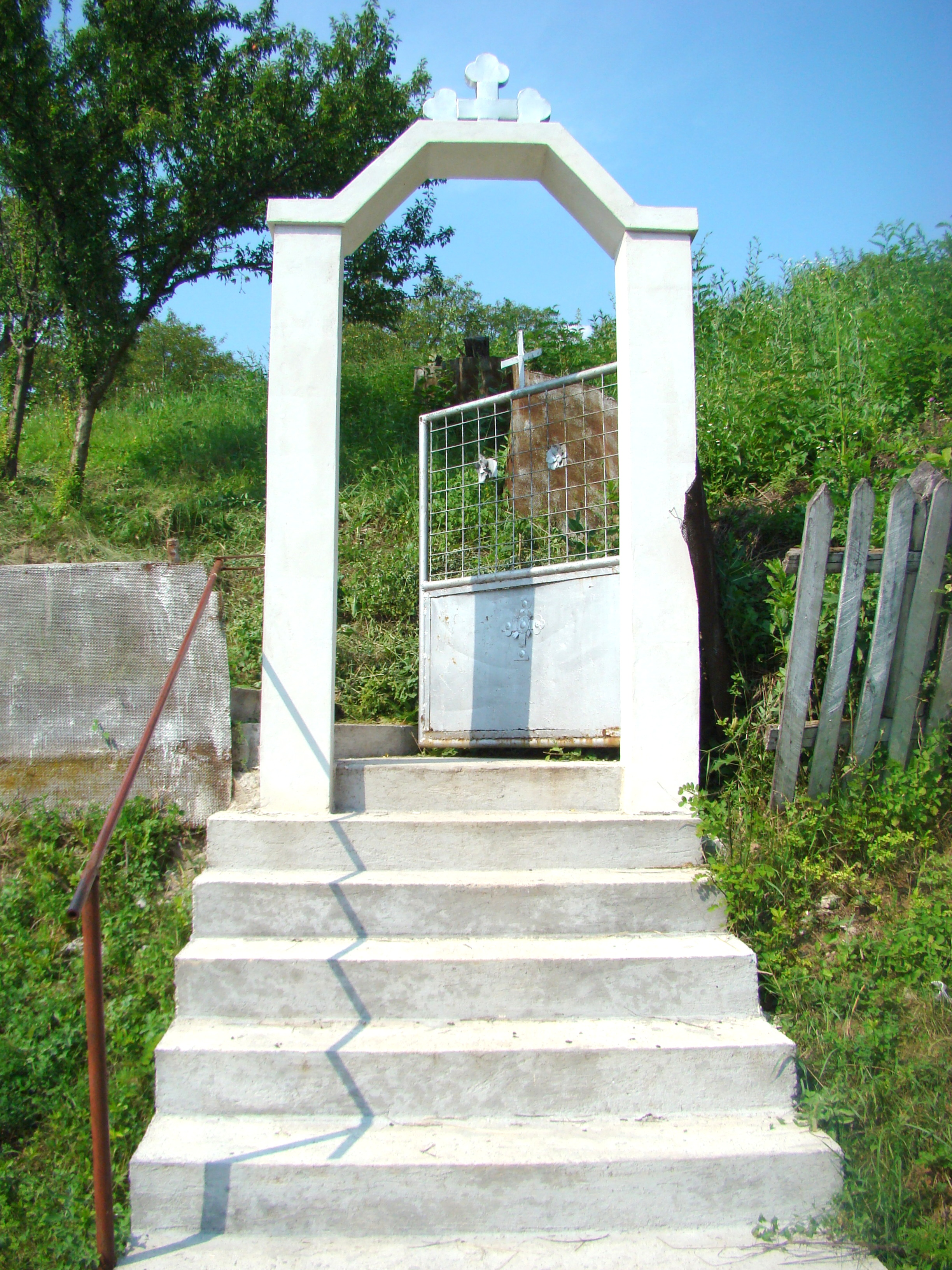
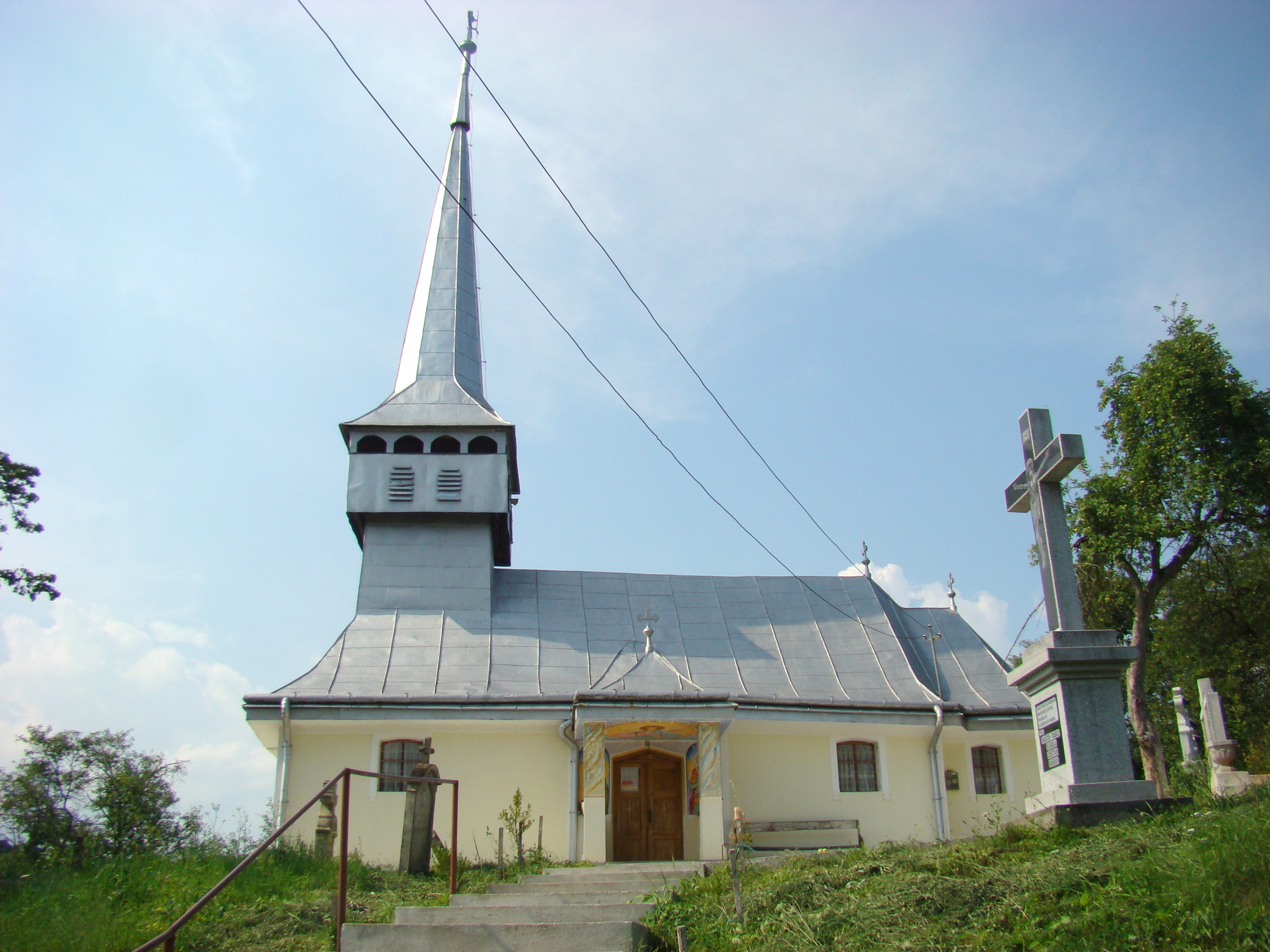
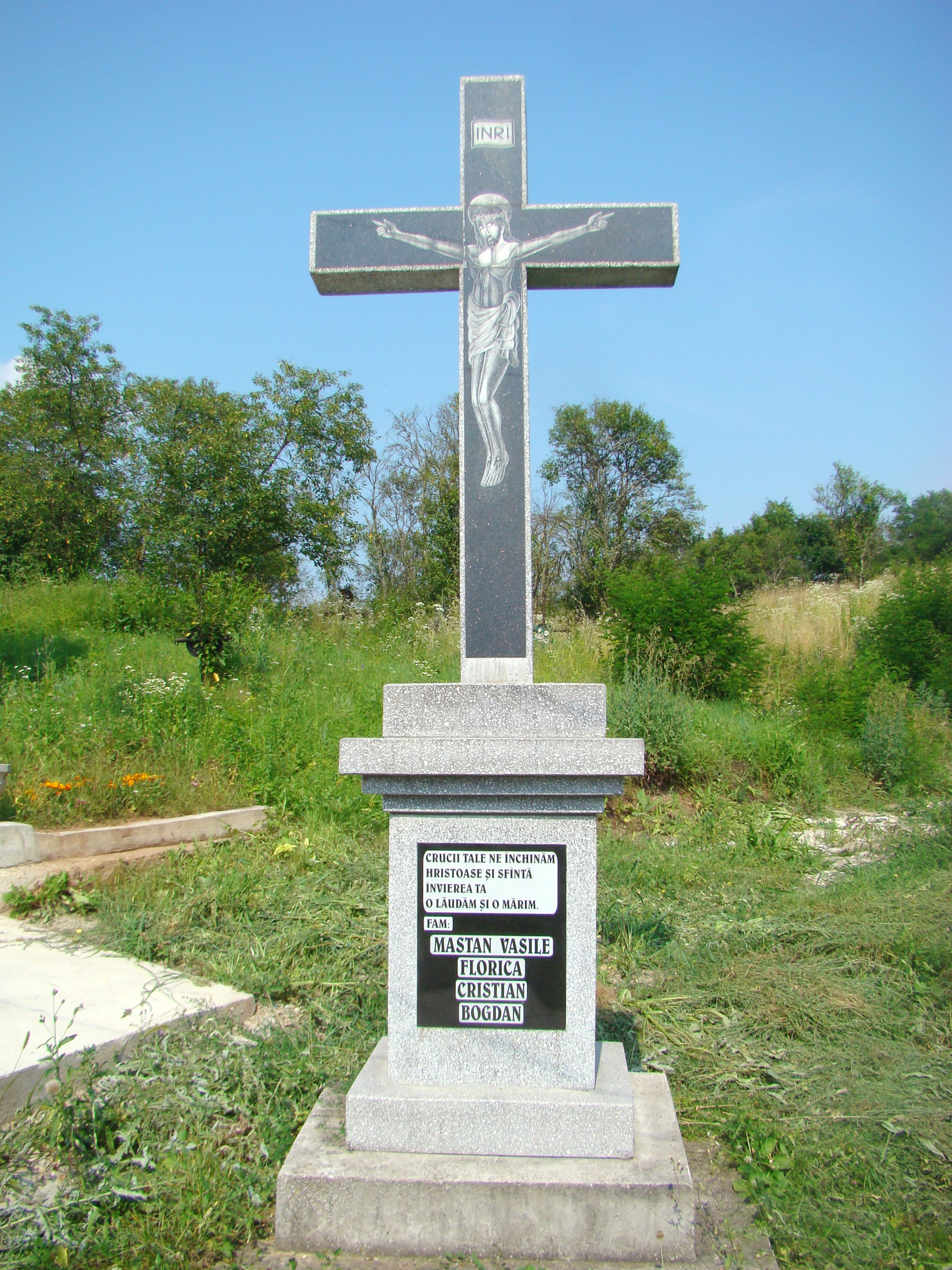
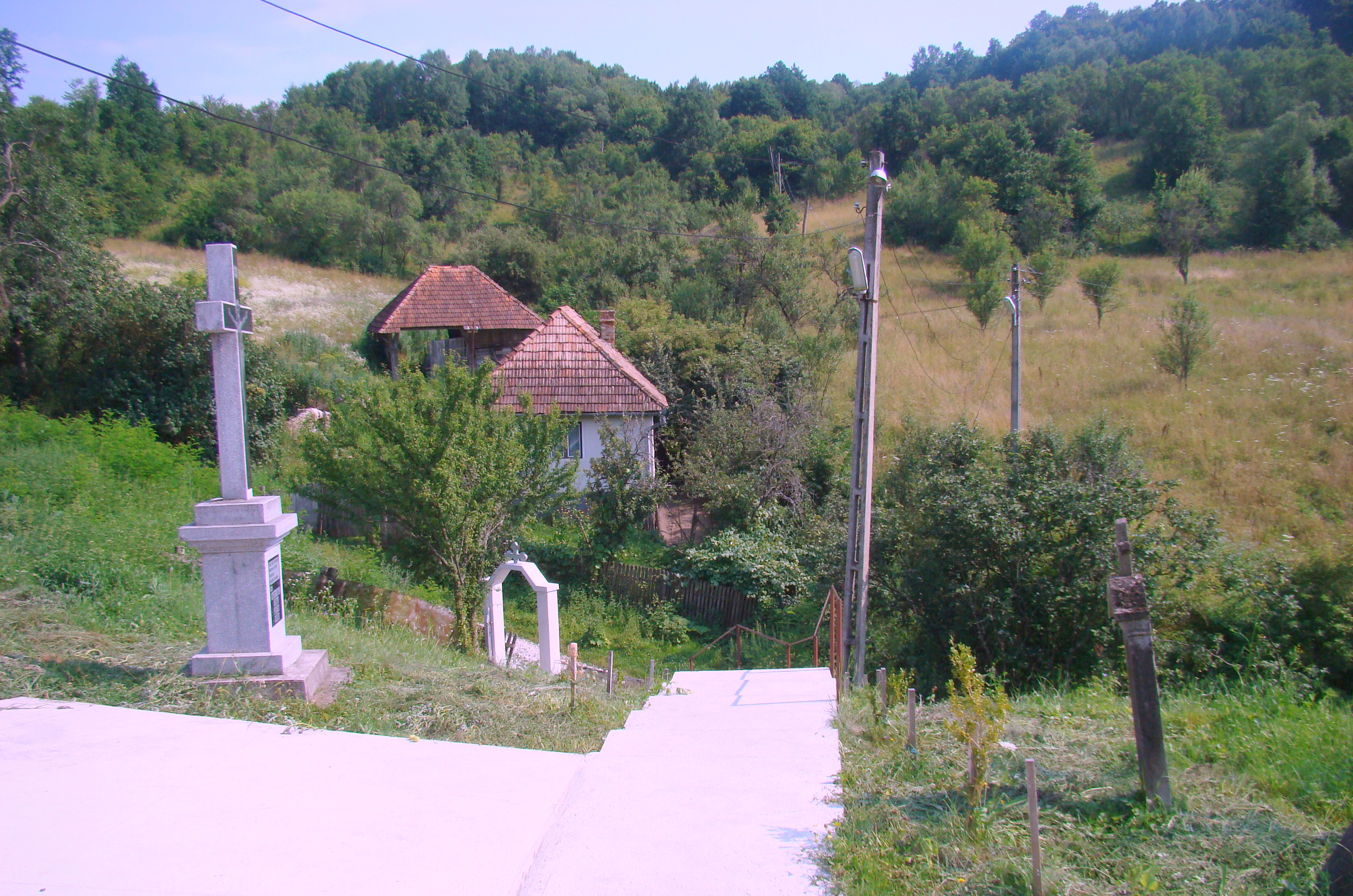
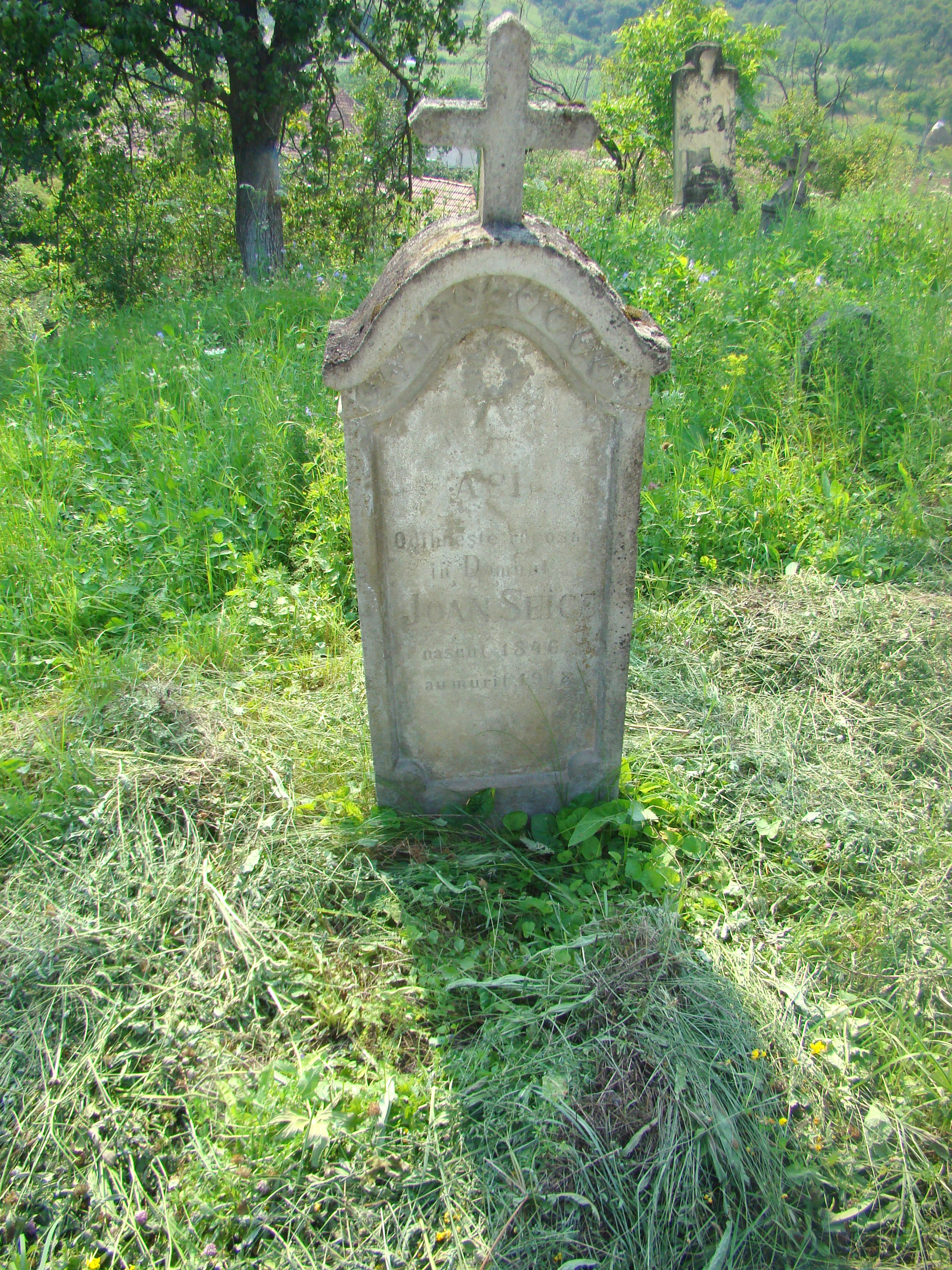
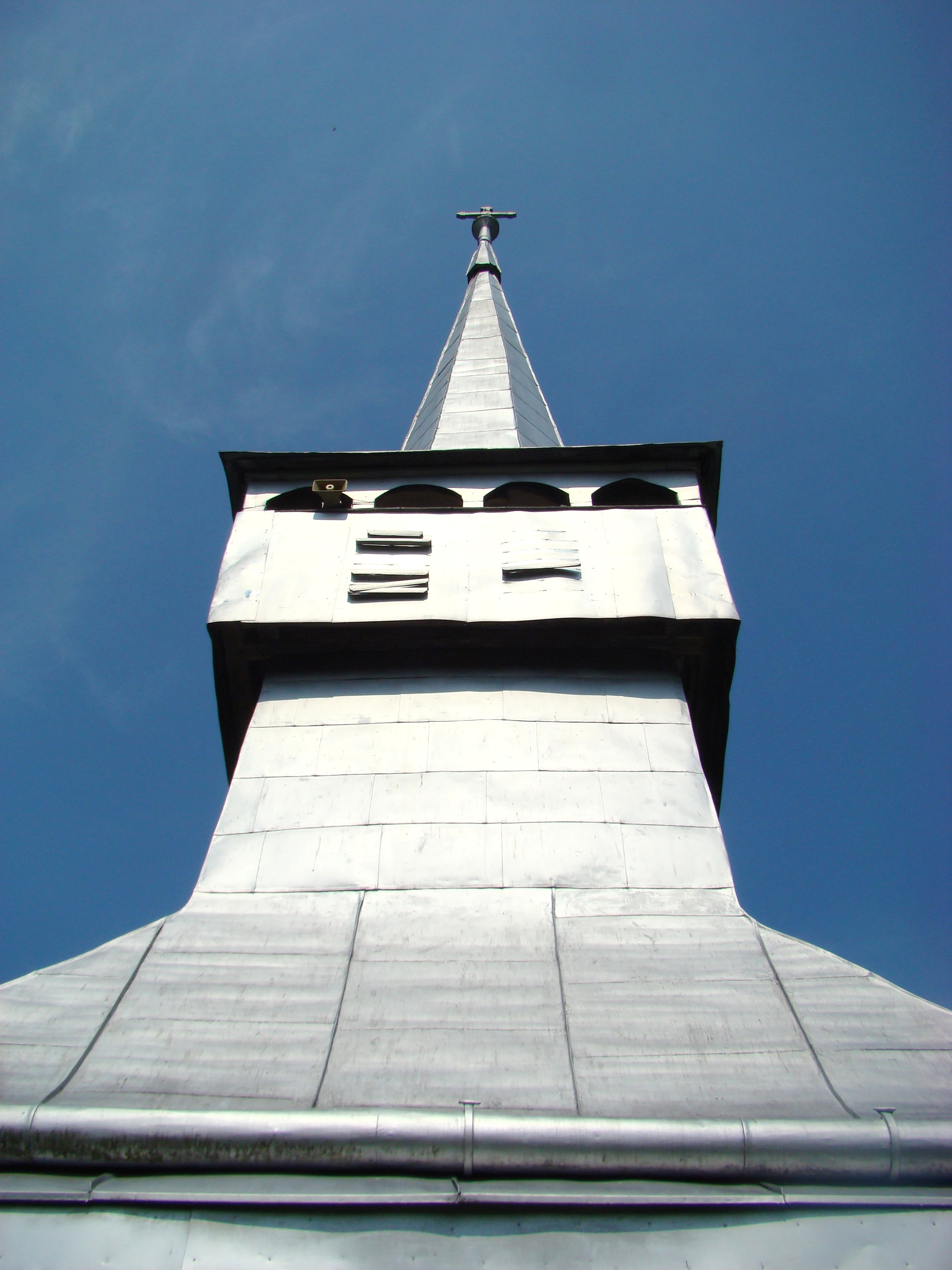
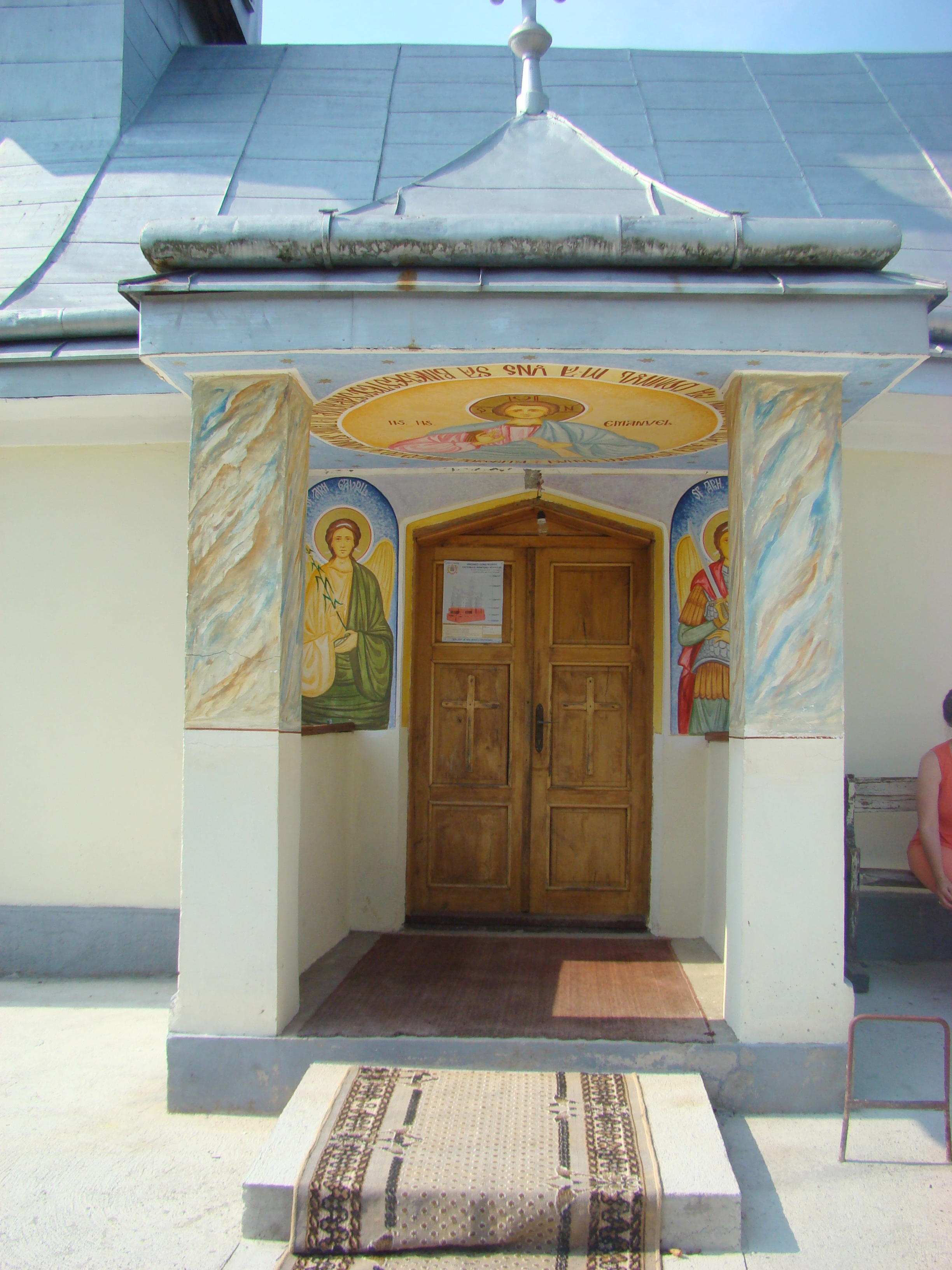
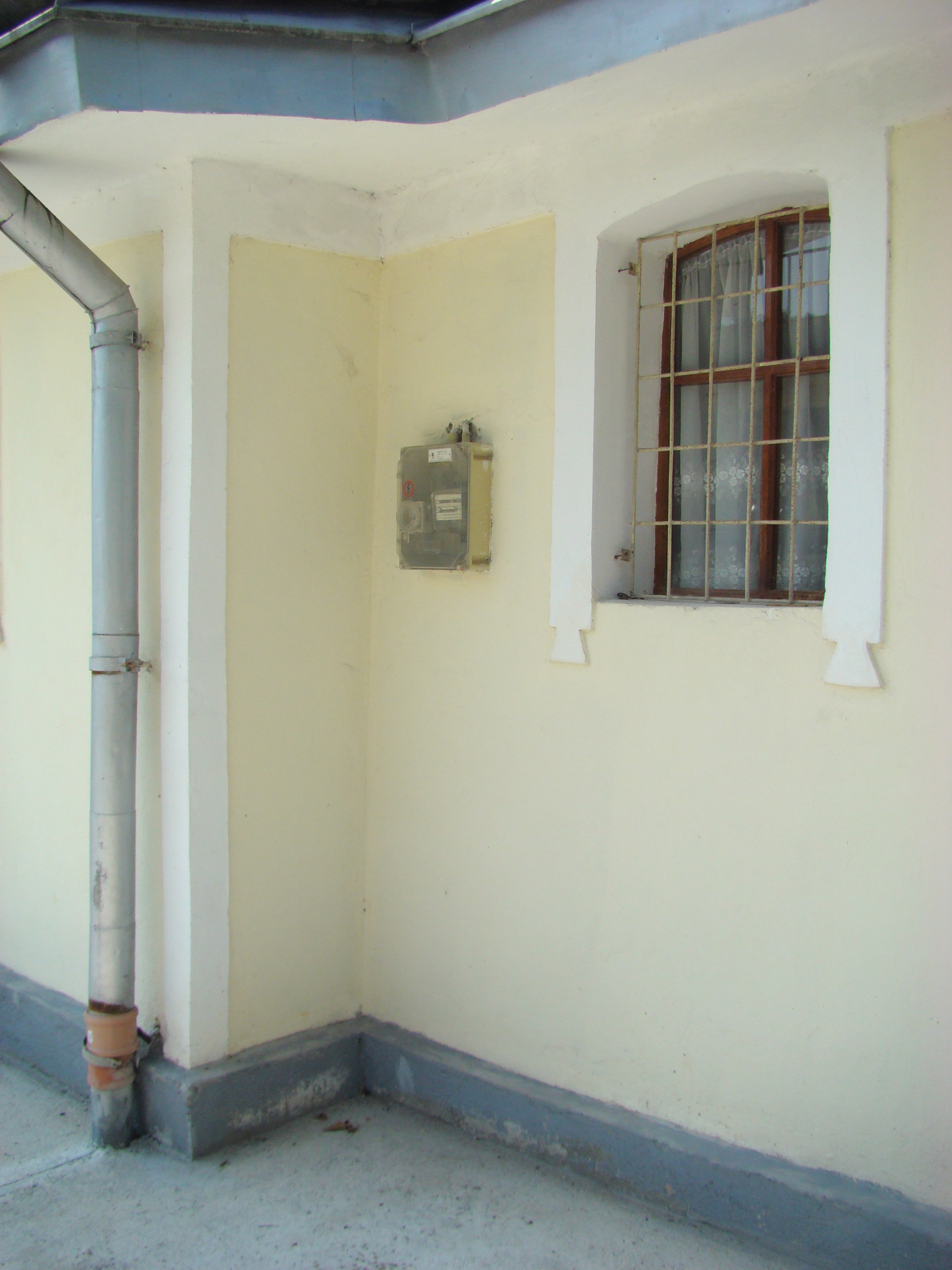
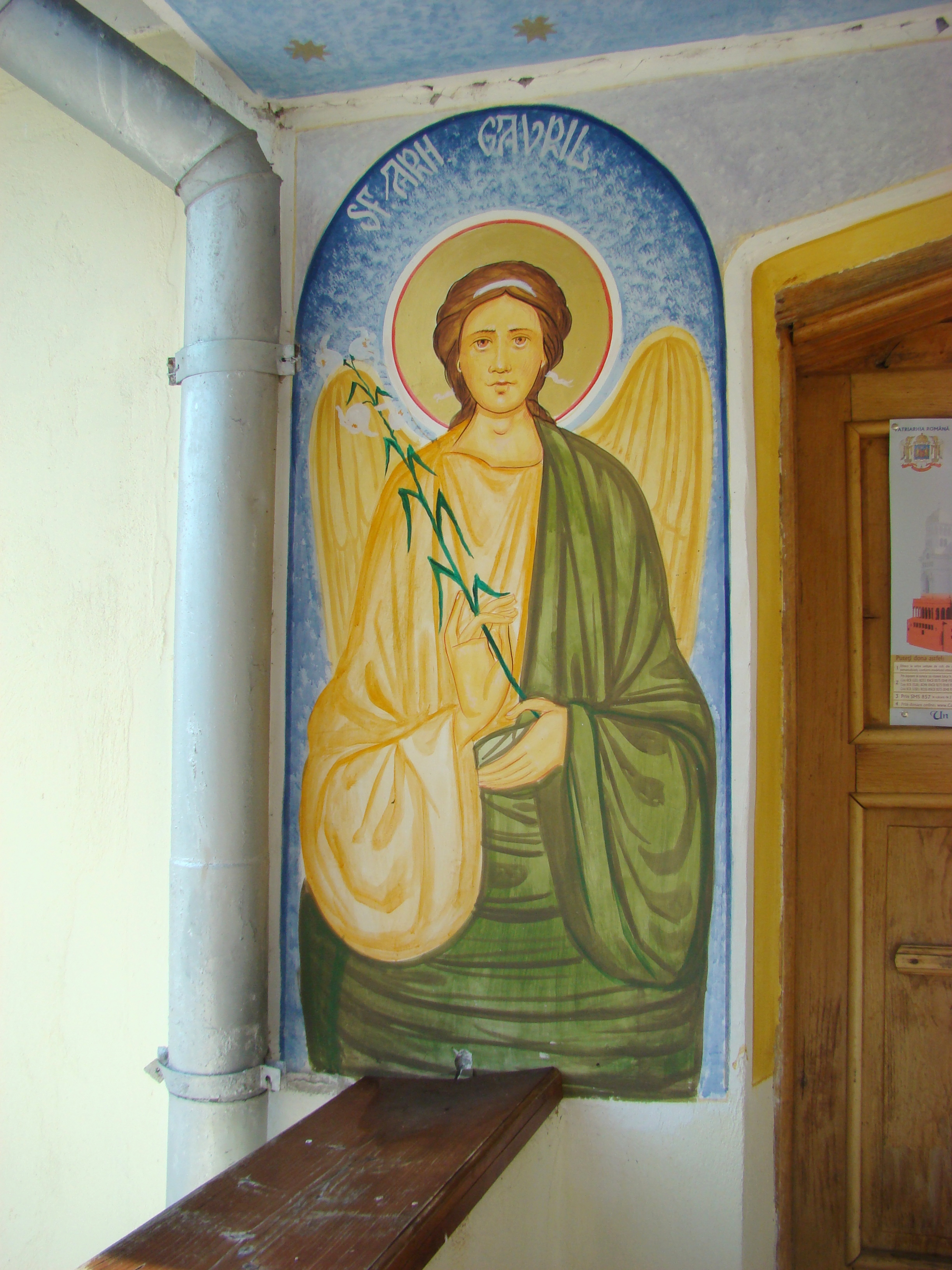
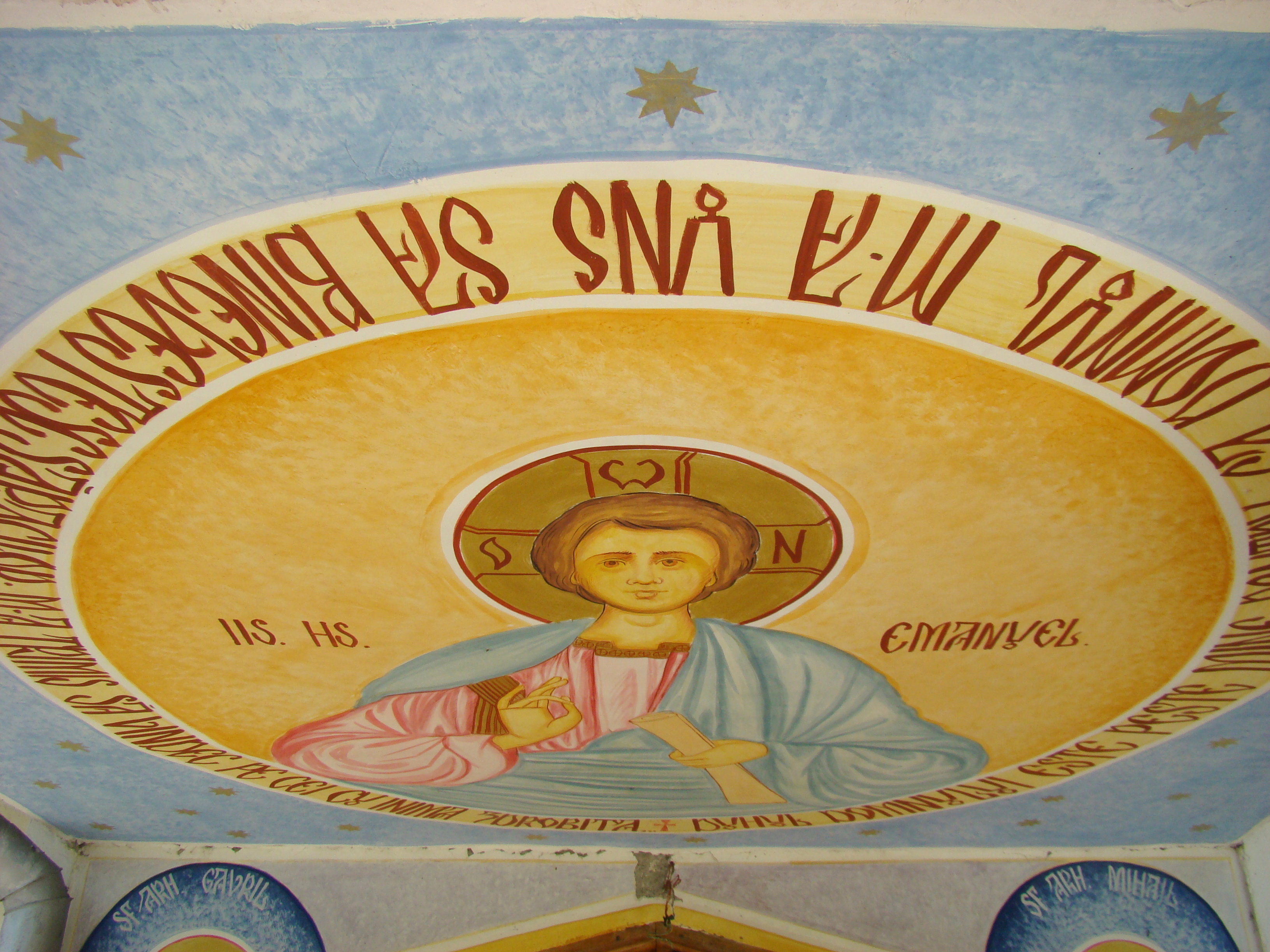
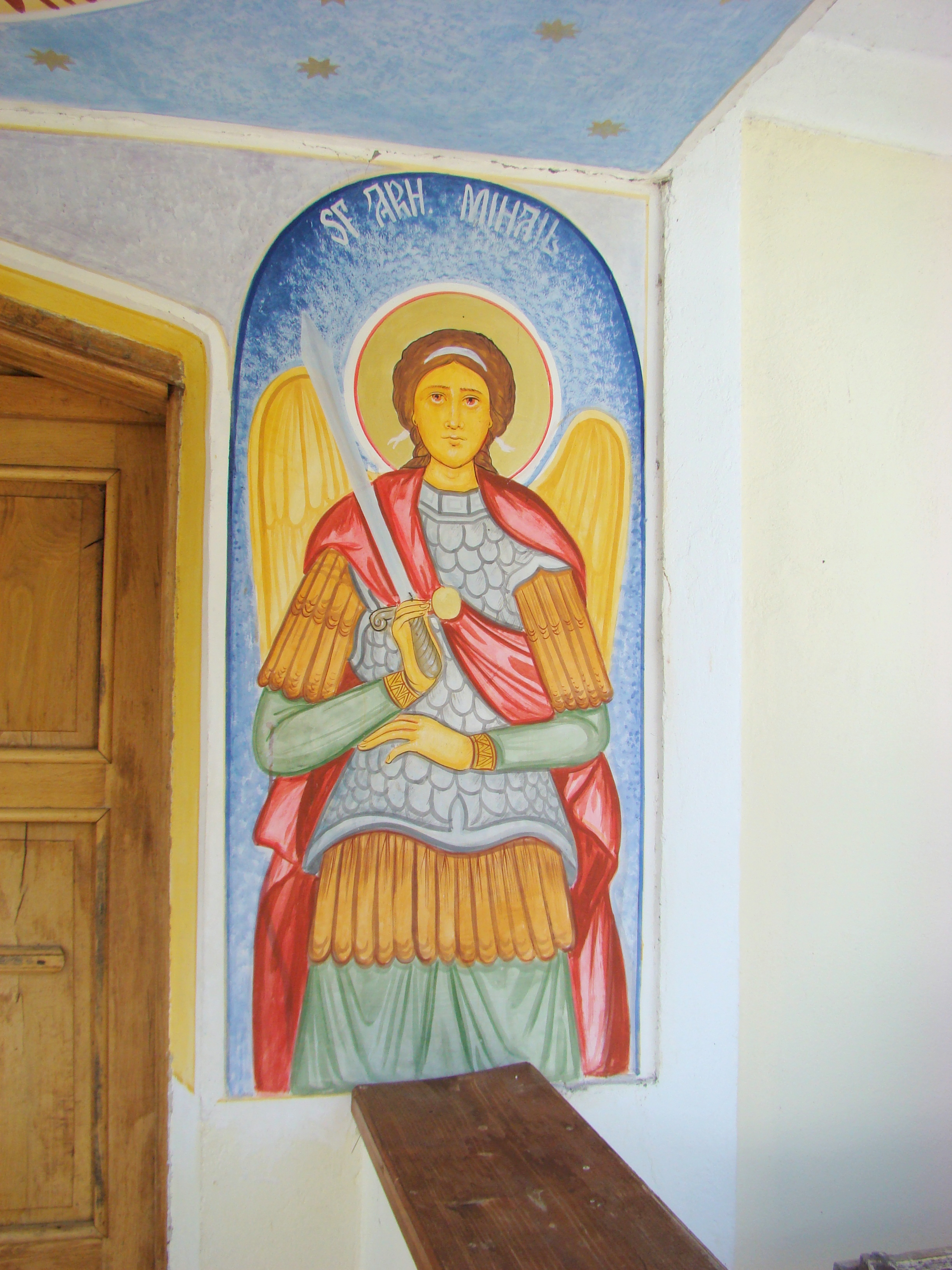
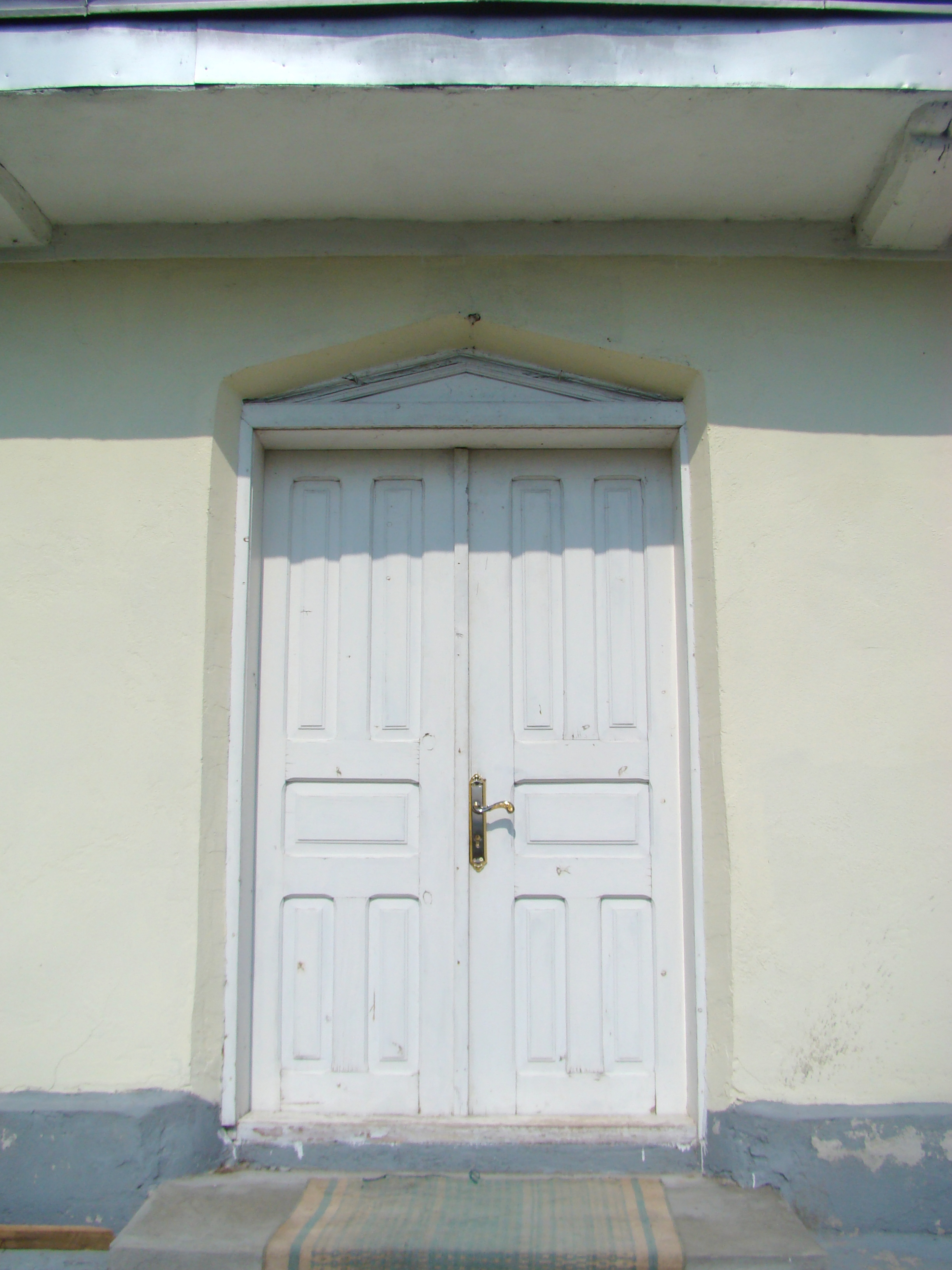